# Frank Rojas
Frank Alonso Rojas Cornejo (Marcona, Distrito de Marcona, Perú, 17 de julio de 1979) es un exfutbolista peruano. Jugaba como defensa.

## Trayectoria
Se inició en el Sporting Cristal "B" y ascendió luego al primer equipo en el año 2000, cuando hizo su debut. 
Tuvo pasos por varios clubes provincianos, se retiró inesperadamente en el Alianza Atlético de Sullana en el 2009, club donde era capitán. Tras radicar algunos años en Estados Unidos, en 2012 regresa a Perú para jugar en el Pacífico FC.
A inicios de los años 2000 contrajo nupcias con Katiuska Gonzáles, hija del recordado arquero José Gonzáles Ganoza.

## Clubes
| Club                         | País | Año         |
| ---------------------------- | ---- | ----------- |
| Sport Ica                    | Perú | 1995        |
| Sporting Cristal (juveniles) | Perú | 1996        |
| Sport Agustino               | Perú | 1997        |
| Deportivo Garcilaso          | Perú | 1998        |
| Sporting Cristal B           | Perú | 1999        |
| Sporting Cristal             | Perú | 2000 - 2001 |
| Coronel Bolognesi FC         | Perú | 2002 - 2004 |
| Cienciano                    | Perú | 2004        |
| FBC Melgar                   | Perú | 2005        |
| Alianza Atlético             | Perú | 2006 - 2009 |
| Pacífico FC                  | Perú | 2012 - 2013 |
| Carlos A. Mannucci           | Perú | 2014        |

## Palmarés

### Campeonatos nacionales
| Título                    | Club        | País | Año  |
| ------------------------- | ----------- | ---- | ---- |
| Segunda División del Perú | Pacífico FC | Perú | 2012 |